# Phì Đông

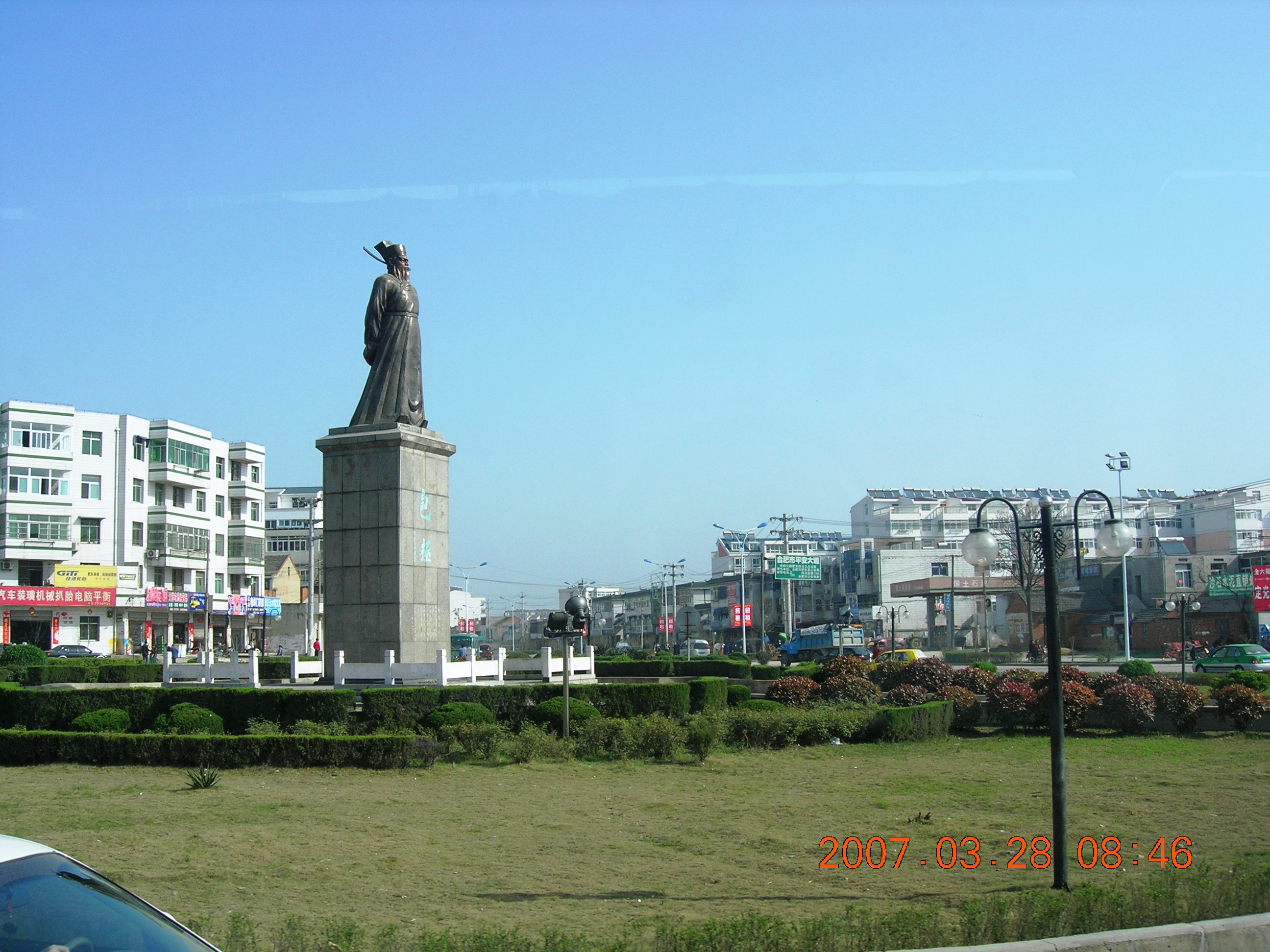
Phì Đông

Phì Đông chữ Hán giản thể: 肥东县, âm Hán Việt: Phì Đông huyện) là một huyện thuộc địa cấp thị Hợp Phì, tỉnh An Huy, Cộng hòa Nhân dân Trung Hoa. Phì Đông có diện tích 2211 km2, dân số 110 người. Trong lịch sử địa danh này được gọi là Ngô Sở yếu xung, Bao Công cố lý (吴楚要冲，包公故里). Về mặt hành chính, huyện Phì Đông được chia thành 18 trấn và hương, 3 khu vực phát triển.

## Danh nhân
- Lý Hồng Chương
- Ngô Bang Quốc
- Bao Chửng
- La Bản Tập
- Lưu Hà Khiêm